# Inspecteur Gadget (série télévisée d'animation, 2015)
Pour la série animée de 1983, voir Inspecteur Gadget (série télévisée d'animation, 1983).
Pour les articles homonymes, voir Inspecteur Gadget.
Inspecteur Gadget (1983)
Inspecteur Gadget (Inspector Gadget) est une série télévisée d'animation canadienne en 52 épisodes de 22 minutes (104 segments de 11 minutes) produite par DHX Media. Elle a d'abord été diffusée en Australie à partir du 5 janvier 2015, aux États-Unis le 27 mars 2015 sur Netflix, et au Canada anglophone à partir du 7 septembre 2015 sur Teletoon.
En France, la série est diffusée depuis le 3 janvier 2015 sur Boomerang, dès le 7 septembre 2015 sur France 3 et est également diffusée sur Boing depuis janvier 2016 ; et au Québec à partir du 1er septembre 2015 à Télétoon.
Elle constitue une suite de la série originale diffusée entre 1983 et 1986.

## Synopsis
Dans cette version de la série, Sophie a maintenant quinze ans et est une agent en formation, avec Finot son assistant. La première saison s'ouvre sur la décongélation de docteur Gang, prisonnier des glaces d'un iceberg réactivant MAD. L'Inspecteur Gadget reprend alors du service pour arrêter le docteur Gang, mais cette fois ci Sophie et Finot sont officiellement là pour le seconder. Un nouveau personnage apparaît dans la série : le neveu du Dr Gang, Tristan, pour qui Sophie a le béguin. Cette série est plus comique que l'originale avec un Docteur Gang dépeint comme moins sinistre qu'avant.

## Personnages
Inspecteur GadgetIl est toujours aussi naïf, crédule et incompétent qu'avant. Accompagné de Sophie dans ses missions, il continue de récolter les honneurs des missions réussies sans être l'acteur de leur réussite. Il continue à n'en faire qu'à sa tête sans écouter Sophie qui est pourtant sa nouvelle assistante.
SophieSophie est la nièce de Gadget, elle a 15 ans et est agent en formation. Elle est courageuse, intelligente et prête à se battre contre les méchants. Sa seule faiblesse est Tristan, le séduisant neveu du Dr Gang. Mais même si elle a le béguin pour lui, elle ne lui permet pas d'aboutir dans les plans diaboliques de son oncle. Dès le second épisode, elle cache très bien ses sentiments et ignore toutes tentatives pour l'impressionner. Elle se joint maintenant à Gadget dans ses missions et malgré le titre, comme dans la première série, c'est elle le vrai personnage principal. Sophie est toujours celle qui résout les situations mais n’obtient jamais la moindre reconnaissance. C’est Gadget qui reçoit les louanges pour la résolution des situations, même s'il n'a rien fait pour, ni même vu ce qui se passait réellement la plupart du temps. Sophie agit également comme une adolescente normale quand elle n'est pas en service. Son livre-ordinateur et sa montre ont été remplacés par une tablette holographique appelé le Codex. Dans les versions anglophones Sophie est appelée Penny.
FinotFinot est le chien de Sophie, son meilleur ami et son acolyte, il l'accompagne dans chacune de ses missions. Comme toujours, il est le roi du déguisement et comme souvent, Gadget le confond avec un agent MAD et tente de l'arrêter (même lorsque Finot tente de lui sauver la vie ou que Sophie tente de lui expliquer qu'il s'agit bien de Finot). Dans les versions anglophones Finot est appelé Brain.
Chef GontierChef Gontier est le chef du QG et distribue toujours les missions à Gadget et Sophie. Pour cela il apparait toujours dans des endroits farfelus, en revanche dans cette version le papier auto-destructeur est remplacé par des messages holographiques. Il porte maintenant des lunettes et un manteau et ses cheveux sont blonds au lieu de bruns. Il est beaucoup plus patient que ce qu'il était avant. Dans les versions anglophone Chef Gontier est appelé Chief Quimby.
Dr GangComme toujours, il veut conquérir le monde et détruire Gadget. Mais cette fois, il est aidé de son neveu, qui l'a sauvé dans le premier épisode. Comme toujours, son visage n'est jamais montré (mais son torse apparaît de temps en temps). Et contrairement à la version originale, il n'est pas aussi malveillant, cruel, intelligent, il semble presque aussi incompétent que Gadget, même s'il conserve toujours une certaine méchanceté et cruauté qui le caractérise. Il a probablement un manque de pratique ou a perdu la main. Son nom complet est révélé : "Firmin Théodore Gang Jr." ("Irving Thelonious Claw, Jr." dans les versions anglophones). Dans les versions anglophones, le Dr Gang est appelé Dr Claw.
TristanC’est un nouveau personnage. Il est neveu du terrible Dr Gang, intelligent, beau et manipulateur. Il est conscient de sa beauté et sait comment l’utiliser. Il a secrètement le béguin pour Sophie, mais ils sont dans des camps ennemis. Dans chaque situation, il veut impressionner Sophie, mais elle l'ignore, en dépit de ses sentiments. Il est toujours en conflit avec son oncle, car il estime que ses plans sont démodés ou tout simplement ridicules. Quand ses plans échouent, son oncle ne manque pas de lui reprocher, même si ce n’est pas sa faute. Bien qu'il fasse tout pour impressionner son oncle, cela ne change rien à leur relation. Dans les versions anglophone Tristan est appelé Talon.
Professor Von SlicksteinContrairement à la série originale, il prend les traits d'un jeune homme. Mais peut-être s’agit-il juste un parent de l'ancien ?
KaylaAutre nouveau personnage. C'est la meilleure amie de Sophie, agent en formation elle aussi, elle est enjouée et positive.
MAD ChatContrairement à la version originale, MAD Chat est une femelle. Gâtée par Docteur Gang, elle se querelle souvent avec Tristan.

## Liste des épisodes

### Première saison (2015)
Les 26 épisodes durent environ 23 minutes et sont en deux parties titrées différemment.
1. Gadget 2.0 (Gadget 2.0)
2. La Tour gigantesque / Arrête ton petit jeu (Towering Towers / Game Over, Man)
3. L'Idole des ados (Ado idole) / Techno mode (Rock Out / Strike a Pose)
4. Changer l'image de MAD / Un virus de Gang (A Better Class of MAD / Cough Due to Claw)
5. Un concours qui a du chien (La fin du concours canin) / La pomme pourrie (Dog Show Days are Over / One Bad Apple)
6. Aspirer au mal / Un gant pour Tristan (Sucks Like MAD / A Claw for Talon)
7. Gadget est une bombe / Comment gérer Gadget ? (Gadget's Da Bomb / Gadget Management)
8. Un diamant pour Gang / Un peu toc-toc (Diamonds are a MAD's Best Friend / Ticked Off)
9. Balade en foreuse / Grande réunion au QG (You Know the Drill / Operation HQ Reunion)
10. Des beignets en or / Opération Hocus Pocus (A Hole in One / Operation Hocus Pocus)
11. Zone de turbulences / Arme d'application massive (MAD Carpet Ride / Appy Days)
12. Objectif temps / Prise à son propre piège (Colliderscope / She Got Dangerous Game)
13. 20000 gadgets sous les mers / Le Gadgetator (My Gadget Will Go On / The Gadgetator)
14. Perdre la tête / Démarrez vos gadgets (Head Case / Start Your Gadgets)
15. Je pense donc je suis / A fond de train (Mind Over MADder / Train-ing Day)
16. Reste de glace, Yéti / L'Ondée monstre (Ice, Ice Yeti / MAD Soaker)
17. La Fontaine de Cortez / Vilaines études (The Fountain of Cortez / Evil U)
18. Le Loup-Finot de Londres / L'Hébété du trône (WereBrain of London / Airhead to the Throne)
19. Perdus dans la cité perdue de l'Atlantique / Une pièce de collection (Lost in the Lost City of Atlantis / A Penny Saved)
20. Du simple au double / Go go Gadget-o-cœur (Double O'Penny / We Heart Gadget)
21. Mini Mad-Mission / Gadget-o-berger techno (Tiny Talon Time / Fellowsheep of the Ring)
22. Le VolGang / MAD à jamais (A Clawruption / Forever MAD)
23. Au-delà du dôme Gadget / J'aurai ta peau (Beyond Gadgetdome / Brain Drain)
24. Voici la MADtrice / Jeu télévisé extrême (What is… the MADtrix / Most Extreme Gadget Challenge)
25. Complot pyramidal / Retour vers un futur fou (Pyramid Scheme / Back to the MAD Future)
26. Bon outils de Russie / Cap sur le manger (Tool Russia, with Love / Low Speed)

### Deuxième saison (2017-2018)
Adaptation des dialogues VF : Isabelle Neyret (Studios SPR à Montréal)
1. Qui vole un œuf, vole un dinosaure / Chef adjoint Mac Fourbe (Jurassic Jerk / Assistant Chief McFibber)
2. Les Drones du silence / Une aventure pimentée (Drone of Silence / Growing Like MAD)
3. Le Robot destruct'or / C'est pas de la tarte ! (MAD Money / Baking Bad)
4. Tempête dans une tasse de thé / Monsieur Sécurité (Tempest in a Teacup / Mr. Security)
5. Les Pieds dans le plat / Désherbage extrême (Cooking with Claw / Catnipped in the Bud)
6. Juste à temps / Le Joyau de la couronne (Cuckoo for Talon / Fayre Game)
7. Le Pique-nique annuel / Tous en scène ! (Picnic Pest / Talent Show-Off)
8. Gadget et Folkfunkle / Les Entrailles de Métroville (Gadget and Oatsfunkle / Metro City's Sinking)
9. Le Secret de Dracula / Le Virus de la Fièvre Zombina (Lady and the Vamp / The Walking Head Cold)
10. Fuite des cerveaux / Le Temple des évasions (Get Smarts / Escape Room with a View)
11. La Canne de la malédiction / Folie au clair de lune (Who Do Voodoo / Midnight MADness)
12. L’Éducation impermanente / L'Alligator au monocle d'or (Gadg-Ed / See You Later, Super Gator)
13. Un ciel de rage / La vérité est là-dessous (Rain of Terror / The Truth is Under There)
14. Meilleure ennemie / Énergie cosmique (Frienemy of the State / MADhenge)
15. Le Gang qui voulait gâcher Noël / L'effroyable bidule (The Claw Who Stole Christmas / The Thingy)
16. L'Énigmatique M. Colin / MADzilla (The Talon-ted Mr. Colin / MADzilla)
17. Anti-gravité / Trop de Tristan (Anti-Gravity / Too Many Talons)
18. Star-rogance / Panda-venture (Star Power / Panda-monium)
19. Sous le soleil de MADnuit / Pirates de l'air à Tribord ! (Under the MADnight Sun / Skyrates Off the Starboard Bow !)
20. Oracle ô désespoir / Vidéo virale (Fate It ‘til You Make It / Once Upon a Screentime)
21. La MADstache du professeur Coin / MADthusalem (The MADstache of Professor Coin / MADthuselah)
22. Une baronne ébouriffante ! / Soif de pouvoir (The Heir Affair / Parched Nemesis)
23. Du parc au parking / À fond de train (Trees Company / MADtrack)
24. Le Bal des balles de missions / Les Énigmes du sphynx (The Missionball Ball / Tell Me What Sphinx)
25. La Fin des zaricots / Jeux de mains, jeux de vilains (Harmageddon / Do No Arm)
26. Gadget en prison / On avait un super bon titre pour cet épisode... mais on l'a oublié (Inspector Gadget Goes to Jail / We Had a Really Good Title for This One… But We Forgot It)

## Détails des épisodes
| No | # | Titre                            | Réalisation                  | Scénario                       | Première diffusion | Première diffusion |
| No | # | Titre                            | Réalisation                  | Scénario                       | États-Unis         | France             |
| --- | - | -------------------------------- | ---------------------------- | ------------------------------ | ------------------ | ------------------ |
| 1 | 1 | Gadget 2.0                       | William Gordon Phillip Stamp | Doug Hadders et Adam Rotstein  | 27 mars 2015       | 3 janvier 2015     |
| Inspecteur Gadget a finalement vaincu le terrible Dr Gang, il est congelé dans un iceberg dans le nord de l'Arctique. Mais, son neveu Tristan le dégèle et infiltre le QG, en se présentant comme un agent en formation. Sophie, devenue agent en formation a maintenant Finot comme son assistant. Le chef l'appelle alors pour rencontrer Tristan, la nouvelle recrue de l'agence dont Sophie tombe instantanément amoureuse. Lorsqu'elle découvre que Gang est de retour, elle décide d’inviter son oncle Gadget à l’aider. |   |                                  |                              |                                |                    |                    |
| 2a | 1 | Towering Towers                  | Pedram                       | Doug Hadders et Adam Rotstein  | 27 mars 2015       |                    |
| Le Dr GanG envisage de prendre le contrôle d'un grand gratte-ciel et l'utiliser pour détourner les communications. Sophie et l'inspecteur sont envoyés pour empêcher Tristan de corrompre le bâtiment. |   |                                  |                              |                                |                    |                    |
| 2b | 1 | Game Over, Man                   | Pedram                       | Doug Hadders et Adam Rotstein  | 27 mars 2015       |                    |
| Gadget est appelé à enquêter lorsque les astronautes disparaissent de la station spatiale multinationale. |   |                                  |                              |                                |                    |                    |
| 3a | 1 | Rock Out                         | William Gordon               | Doug Hadders et Adam Rotstein  | 27 mars 2015       |                    |
| Gadget & Sophie sont envoyés pour protéger une pop star internationale qui se produit en ville. Tristan a un plan pour l'enlever et faire de son public de son armée maléfique. Tristan se déguise pour ressembler au chanteur et utilise un microphone spécial pour laver le cerveau du public. |   |                                  |                              |                                |                    |                    |
| 3b | 1 | Strike a Pose                    | William Gordon               | David Dias                     | 27 mars 2015       |                    |
| Le Proffessor Von Slickstein est escorté par Gadget, Sophie et Finot au défilé de mode technologique pour protéger MAD de voler sa présentation à l'avance. |   |                                  |                              |                                |                    |                    |
| 4a | 1 | A Better Class of MAD            | Pedram                       | Andrew Harrison                | 27 mars 2015       |                    |
| Le Dr GanG est envoyé pour enseigner à une école d'agents MAD et leur apprendre à devenir plus méchant. |   |                                  |                              |                                |                    |                    |
| 4b | 1 | Cough Due to Claw                | William Gordon               | Doug Hadders et Adam Rothstein | 27 mars 2015       |                    |
| Lorsque Gadget descend avec la grippe Sophie doit aller en solo et enquêter sur une série de vols d'artefacts de musée. |   |                                  |                              |                                |                    |                    |
| 5a | 1 | Dog Show Days Are Over           | Pedram                       | Emer Connon                    | 27 mars 2015       |                    |
| Le Dr GanG envisage d'enlever tous les chiens d'une exposition de chiens. |   |                                  |                              |                                |                    |                    |
| 5b | 1 | One Bad Apple                    | William Gordon               | Shawn Kalb                     | 27 mars 2015       |                    |
| MAD développe un sérum de croissance pour les plantes et tente de créer une armée de pommes mutées. |   |                                  |                              |                                |                    |                    |
| 6a | 1 | Sucks Like MAD                   | Pedram                       | Alice Prodanou                 | 27 mars 2015       |                    |
| GanG essaie de voler le vide le plus puissant jamais. |   |                                  |                              |                                |                    |                    |
| 6b | 1 | A Claw for Talon                 | William Gordon               | Andrew Harrison                | 27 mars 2015       |                    |
| Tristan va chercher la première griffe de GanG à se faire tout aussi puissant. |   |                                  |                              |                                |                    |                    |
| 7a | 1 | Gadget's Da Bomb                 | Pedram                       | David Dias                     | 27 mars 2015       |                    |
| Grâce à Tristan, Gadget devient une bombe à pied et Sophie doit l'empêcher de détoner. |   |                                  |                              |                                |                    |                    |
| 7b | 1 | Gadget Management                | William Gordon               | Shawn Kalb                     | 27 mars 2015       |                    |
| Sophie sneaks dans un séminaire de formation MAD, tandis que Gadget se retrouve dans le séminaire de gestion de la colère. |   |                                  |                              |                                |                    |                    |
| 8a | 1 | Diamonds are a MAD's Best Friend | Pedram                       | Doug Hadders et Adam Rotstein  | 27 mars 2015       |                    |
| Dr GanG cherche une ville de diamants pour pouvoir alimenter son laser et sculpter son nom dans la lune. |   |                                  |                              |                                |                    |                    |
| 8b | 1 | Ticked Off                       | William Gordon               | Evan Thaler Hickey             | 27 mars 2015       |                    |
| The Cuckoo Clock Maker développe un rayon qui gèle le temps et le gadget doit l'empêcher de bloquer tout le monde lors d'un sommet mondial. |   |                                  |                              |                                |                    |                    |

## Doublage
- Antoine Durand : Inspecteur Gadget
- François Trudel : Chef Gonthier (Chief Quimby)
- Catherine Brunet : Sophie (Penny)
- Nicolas Charbonneaux-Collombet : Von Slickstein
- Patrick Chouinard : Dr Gang (Dr Claw)
- Louis-Philippe Berthiaume : Tristan (Talon)

 Source et légende : version québécoise (VQ) sur Doublage.qc.ca

## Production et diffusion
Elle a été annoncée le 11 juin 2013, avec 26 épisodes.
Le 4 décembre 2014, il a été annoncé que la série serait diffusée sur les chaînes internationales de Boomerang en 2015. La série commence sa diffusion sur Boomerang en Australie le 5 janvier, 2015. En France, la série est diffusée sur Boomerang depuis le 3 janvier 2015. En Allemagne, elle a fait ses débuts sur Super RTL le 9 janvier 2015. La série est diffusée le 14 janvier dans le Moyen-Orient et l'Afrique sur les réseaux OSN et DSTV,. Aux Pays-Bas, la diffusion commence le 2 février. Aux États-Unis, la série était à l'origine destinée pour Cartoon Network, mais, le 26 février, il a été annoncé que la diffusion se fera exclusivement via Netflix à partir du 27 mars 2015,.
Une seconde saison du programme a été confirmée en 2015.